# Domenico Marcario
Domenico Vincenzo Marcario (Saint-Léonard, 24 marzo 1979) è un ex cestista e allenatore di pallacanestro canadese con cittadinanza italiana.

## Palmarès

### Giocatore
- Campionato francese: 1

Roanne: 2006-07
- Semaine des As: 1

Roanne: 2007